# En'yū Tennō
En'yū Tennō (円融天皇?) (12 de abril de 959-1 de marzo de 991) fue el 64.º emperador de Japón, según el orden tradicional de sucesión. Reinó entre 969 y 984. Antes de ser ascendido al Trono de Crisantemo, su nombre personal (imina) era Príncipe Imperial Morihira (Morihira-shinnō).

## Genealogía
Fue el quinto hijo del Emperador Murakami y de la Emperatriz Consorte Anshi, hija de Fujiwara no Morosuke. El Emperador Reizei fue su hermano.
Tuvo cinco Emperatrices y Consortes Imperiales y un hijo.

## Biografía
En 967, el Príncipe Imperial Morihira fue nombrado Príncipe de la Corona, con el apoyo del clan Fujiwara, quien presionaba la abdicación de su hermano, el Emperador Reizei.
En 969 asume al trono a la edad de diez años, tras la abdicación del Emperador Reizei; es nombrado como el Emperador En'yū.
Debido a su niñez, la administración del reino estuvo a cargo del clan Fujiwara, pero durante su reinado hubo una lucha interna en el clan sobre quién debía ser el kanpaku (regente). El Emperador En'yū siguió el consejo de su madre y favoreció a su tío materno, Fujiwara no Kanemichi. 
Tuvo un hijo, el futuro Emperador Ichijō, con Senshi, hija de su tío Fujiwara no Kaneie, quien era otro hermano de su madre. Posteriormente el Emperador designó a la hija de Kanemichi como consorte, aunque ella no tuvo hijos. Senshi y Kaneie se disgustaron por la acción y se ausentaron de la corte imperial por un largo tiempo, estando en la mansión de Kaneie con el niño.
Durante su reinado se fundaron las procesiones imperiales a las Santuarios de Hirano y Hachiman. También durante su reinado ocurren tres grandes incendios en el Palacio Imperial (en 976, 980 y 982) y el Espejo Sagrado, uno de los Tres Tesoros Sagrados, sufre daños irreversibles en dichos incendios.
En 984, el Emperador En'yū abdica a la edad de 26 años, a favor del Emperador Kazan. Al año siguiente, se convierte en un monje budista y toma el nombre de Kongō Hō.

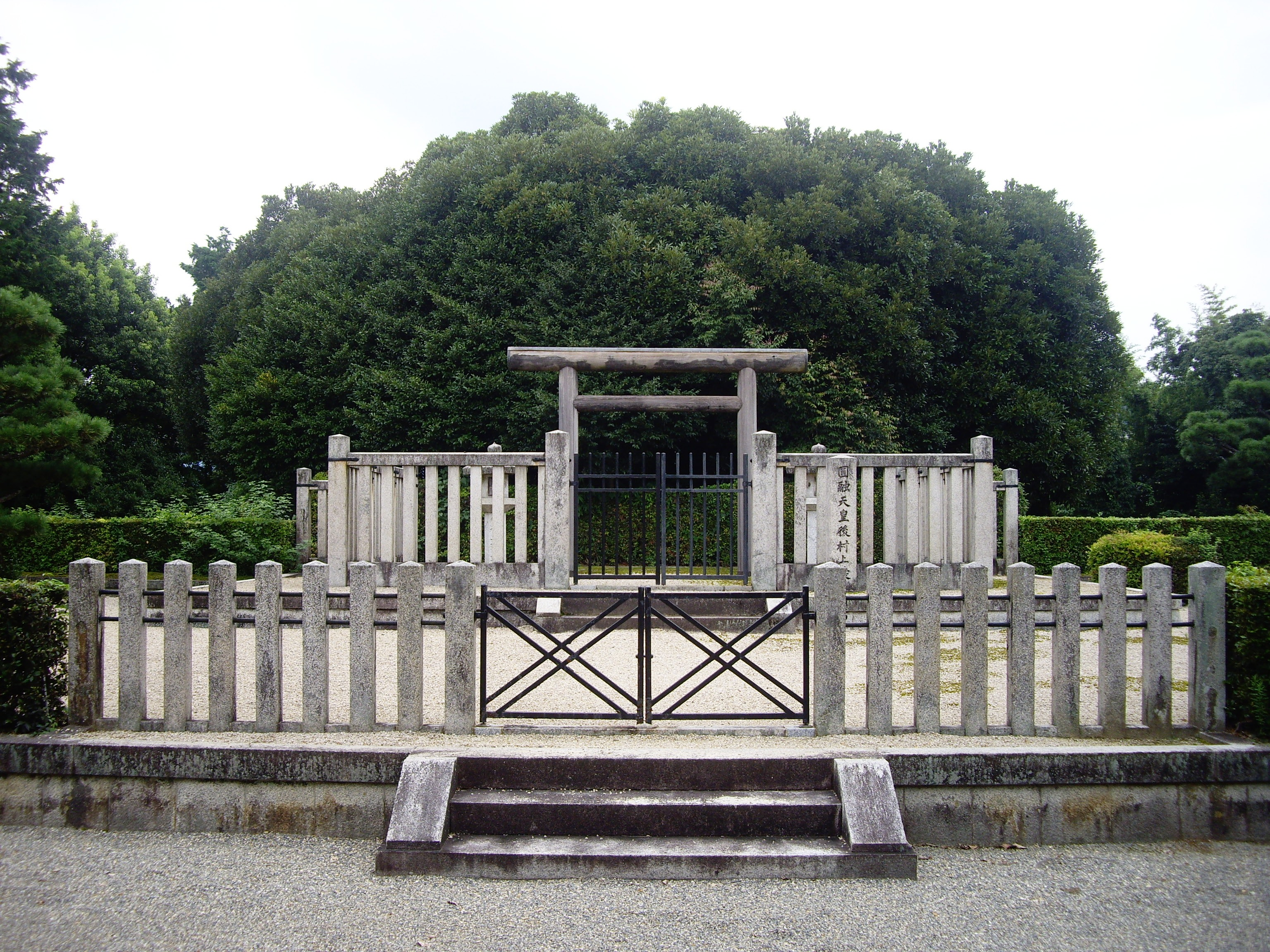
Mausoleo de En'yu

Fallece en 991, a la edad de 33 años.

## Kugyō
Kugyō es el término colectivo que se aplica a los cortesanos imperiales de más alto rango hasta el comienzo de la Era Meiji.
- Kanpaku: Ōno-no-miya Fujiwara no Saneyori (900-970)[6]
- Kanpaku: Fujiwara no Yoritada (924-989)[6]
- Daijō Daijin: Fujiwara no Saneyori[7]
- Daijō Daijin: Fujiwara no Yoritada[7]
- Sesshō: Fujiwara no Koretada (924-972)[7]
- Sadaijin:
- Udaijin: Fujiwara no Koretada[7]
- Udaijin: Fujiwara no Kaneie (929-990)[7]
- Udaijin: Fujiwara no Kanemichi (925-977)[7]
- Nadaijin:
- Dainagon:

## Eras
- Anna (968-970)
- Tenroku (970-973)
- Ten'en (973-976)
- Jōgen (976-978)
- Tengen (978-983)
- Eikan (983-985)

| Predecesor: Reizei Tennō | Emperador de Japón 969-984 | Sucesor: Kazan Tennō |